# Pascual Fernández Baeza

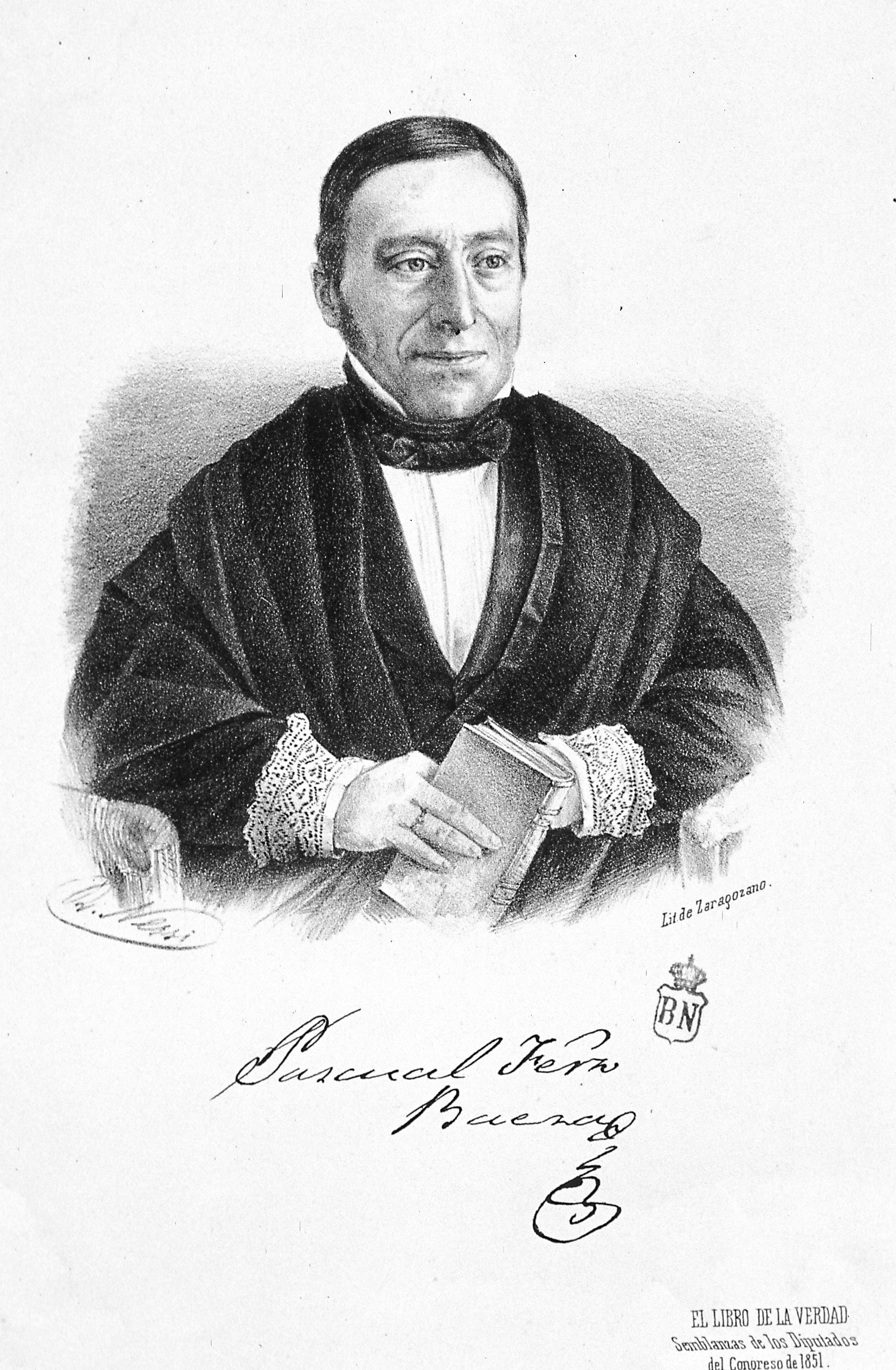
Pascual Fernández Baeza, litografía de Querubín Nessi, Biblioteca Nacional de España

Pascual Fernández Baeza (Ponferrada, 1798-Madrid, 1860) fue un magistrado, político y poeta español.

## Biografía
Nacido en 1796 no siendo seguro que naciese en Ponferrada, aunque él se refiera a esta ciudad como su patria. Fue un activo militante contra el absolutismo de Fernando VII y también activo defensor de su patria chica, El Bierzo, en su faceta de diputado en Cortes Generales, interviniendo activamente en el intento de recuperar la titularidad provincial de la desaparecida Provincia del Vierzo sobre todo durante la Regencia de Espartero. Casado en primeras nupcias con Carmen Riego, hermana del general Rafael del Riego y Núñez, con la que tiene una hija, María del Carmen. A los 23 años entró en la magistratura y fue, sucesivamente, en 1834 Corregidor de Lugo y vicepresidente de la Asociación de Amigos del País de esta ciudad, auditor de Guerra de la Capitanía General de Galicia. Posteriormente en 1841 es diputado en Cortes Generales por Ponferrada y magistrado de las Audiencias de Valladolid y Madrid en 1843. En 1851 es nombrado senador Vitalicio del Reino.
En 1852 publicó una Colección de fábulas políticas y morales, obra que le dio fama, y que fue declarada obligatoria en la enseñanza de las escuelas públicas. 
Muere en Madrid el 17 de diciembre de 1861 tras haberse desposado con Teresa Becerra, hermana de Manuel Becerra.

## Obras
Forma parte activa del movimiento romántico literario, al que contribuyó con numerosos obras en prosa y verso. Destacan, entre otras:
- 1834: "Oda...en el acto de restablecerse...la Sociedad Económica de Amigos del País de esta ciudad". Lugo: Imprenta de Pujol.
- 1843: "Método práctico de sacar apuntes y formar extractos breves, claros y exactos del resultado de los procesos". Madrid: Imprenta del Boletín.
- 1850: "Elegía a Carmen Riego" (su mujer), una oda-elogio tras la muerte de ésta. Ponferrada: Imprenta de Joaquín León Suárez.
- 1852: "Colección de fábulas políticas y morales" obra que le dio fama, y que fue declarada obligatoria en la enseñanza de las escuelas públicas. Obra concebidas con el propósito, según el autor, de formar el corazón de la infancia y de la juventud: "son morales para los niños de su familia; políticas, para recitarlas en el círculo de sus amigos". Madrid: Imprenta de C. González Rubio.
- 1854: "A Fabio. Epístola satírica en que se describen los vicios políticos y morales de la Corte". Ponferrada: Imprenta de Joaquín León Suárez.
- 1858: "Nueva colección de las fábulas políticas y morales". Segunda edición. Madrid: Imprenta de M. Campo-Redondo.
- 1859: "Oraciones puestas en verso". Madrid: Imprenta de Rivadeneyra.
- 1860: "Canto a la toma de Tetuán, dedicado al valiente ejército español y su producto en beneficio de los heridos de la campaña de África". Madrid: Imprenta de Rivadeneyra.
- 1860: "A la quinta de Bregondo, propiedad del excelentísimo señor Don Apolinar Suárez de Deza". Madrid: Imprenta de Victoriano Hernando.